# 斯宾塞体

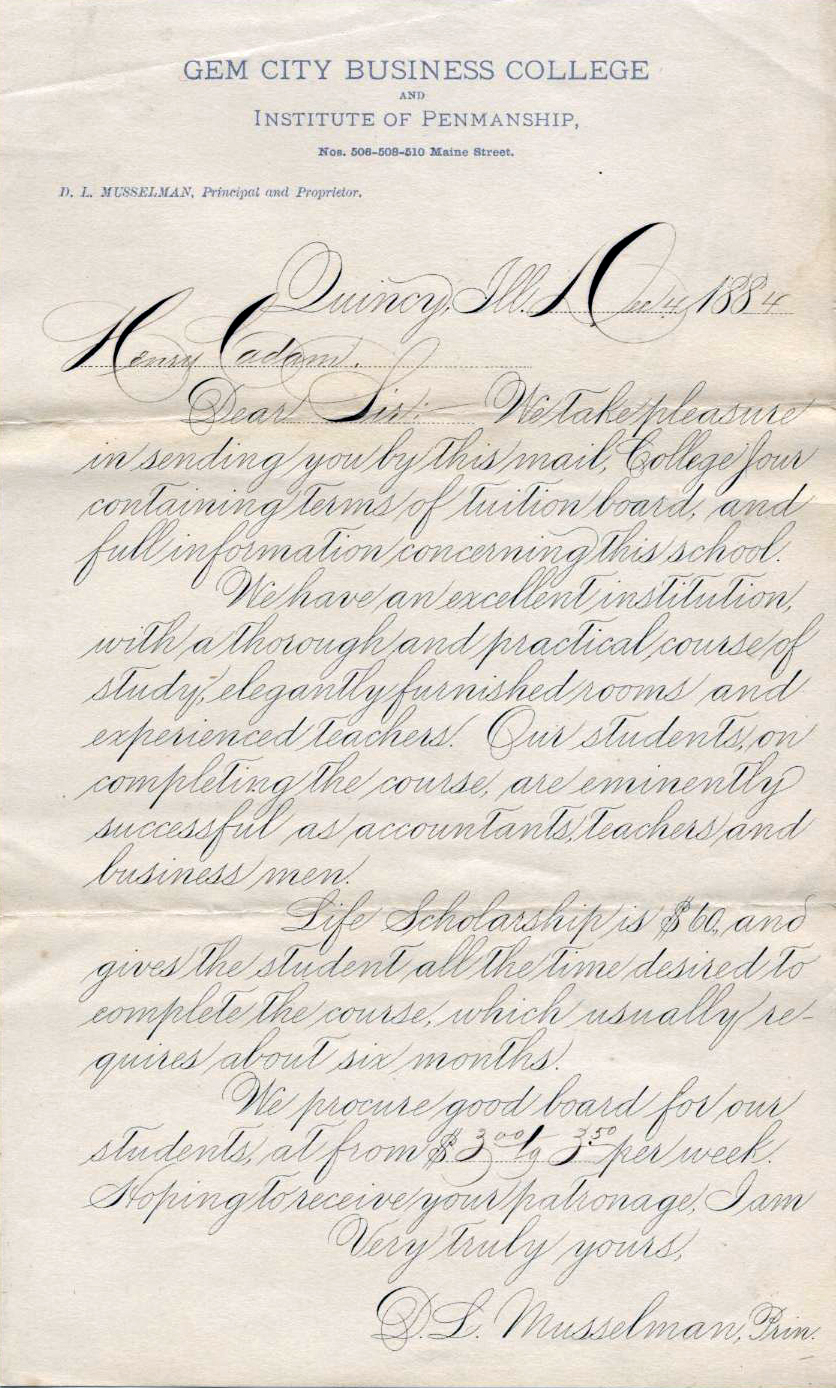
一份保存至今的斯宾赛体文稿，在1884年为昆西宝石城商学院的校长所作

斯宾塞体（英文：Spencerian script）是一种从铜版体演化而来的，于1850至1925年左右在美国流行的手写字体。在打字机普及之前，这种字体被认为是商业交流的标准书写风格。作为一种美国风格的手写体，斯宾塞体被美国教育系统广泛采纳为教学字体，直到被“更简单的”帕尔默体取代。美国总统詹姆斯·艾布拉姆·加菲尔德评价斯宾塞体为“国家的骄傲，学校的模范”。

## 历史
斯宾塞体因其创造者普拉特·罗杰斯·斯宾塞而得名。他参考当时多种流行的字体，并从大自然中得到灵感，创作了一种独特的书法风格。这种字体字母呈椭圆形，可以快速书写，并且具有一定的易读性。这些特点使得斯宾塞体可以胜任用于书写商业信函和私人书信的功能。斯宾塞的灵感来源于溪流中的卵石，斯宾塞体优美的椭圆形外观就是由此而来。虽然最初的一些版本可能是用羽毛笔书写的，但斯宾塞体的后续演化与钢笔的普及与钢笔品质的发展息息相关。
斯宾塞体创作于1840年，随后很快在斯宾塞专门为此创办的学校被教授。斯宾塞体很快便开始被斯宾塞的学校的毕业生们向外传播，并自此开始逐渐被公立教育机构采用，取代了当时美国最流行的字体，圆手写体。斯宾塞体最终成为了美国公务员的规范手写风格。在斯宾塞于1864年去世后，他的儿子们继承了推行斯宾塞体的工作
斯宾塞的儿子们于1866年出版了他生前未出版的《斯宾塞实用书法教程》（Spencerian Key to Practical Penmanship）。斯宾塞体成为了美国的规范书写字体，直到打字机在1920年代逐渐流行，并成为商业通信的主要工具。
即使它成为了美国的主流字体，并被学校教授，斯宾塞体仍遭到了淘汰，因为社会需要更快、“更简单”的字体来让电报员将摩斯电码直接译写为文字。这种“现代的需要”使得帕尔默体逐渐崛起，这种字体简化了斯宾塞的风格，能以“更快的”速度书写。后来，斯宾塞体逐渐淡出基础教育，被更简单的帕尔默体取代。而书写工具与材料的进步，又催生了一种更为华丽的斯宾塞体变体，“装饰体”，这种字体对书写者的书法技艺有很高的要求。

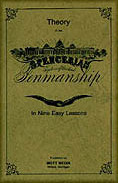
斯宾塞的书，1866年出版

## 特点
在斯宾塞书法中，华丽的大写字母以一系列复杂的连笔笔画写成，整体富有韵律。斯宾塞体的小写字母则是分别它与圆手写体的关键：相较于先前的铜版体，斯宾塞体的细笔画更多，而在字母i中、字母t和d的竖直升部中还有字母p的降部笔画中，粗笔画完全被细笔画取代。
斯宾塞体的书写倾角为基线逆时针方向52度。

## 知名使用
福特汽车公司和可口可乐标志中的文本都是斯宾塞体。

虽然现在版本的可口可乐商标是1950年重新设计的，但它依然保留了1886年F·M·罗宾森版本的斯宾塞体的特点
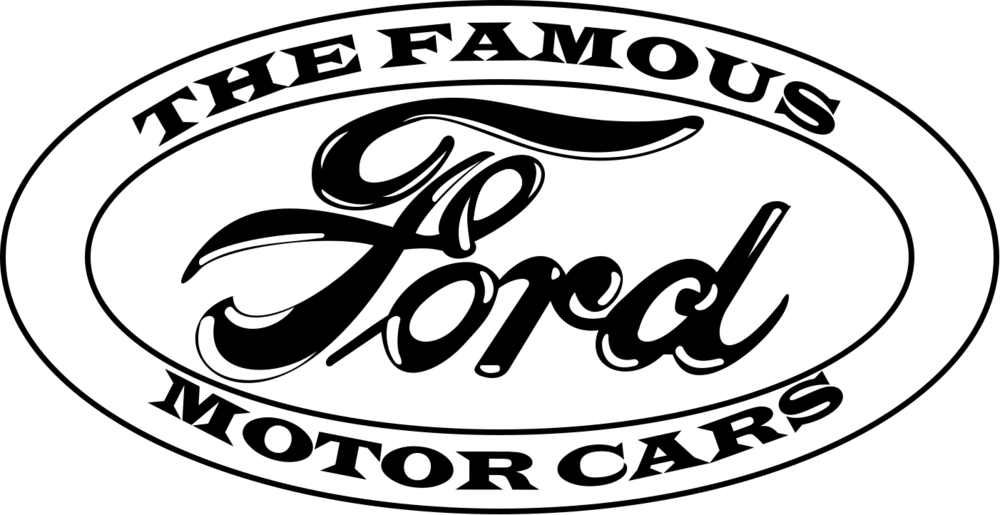
1911年的福特商标，该版商标后于1927年简化